# Töltéstava
Töltéstava is een plaats (község) en gemeente in het Hongaarse comitaat Győr-Moson-Sopron. Töltéstava telt 1906 inwoners (2001).